# Ишиклы
Ишиклы (тур. Işıklı Gölü) — озеро на юго-западе Турции, в северо-восточной части ила Денизли на территории района Чивриль.
Озеро находится на высоте 850 м над уровнем моря. Через озеро протекает река Большой Мендерес. Озеро образовалось в результате перекрытия наносами ручья Куфи русла реки Большой Мендерес. Уровень озера подвержен сезонным колебаниям. В засушливый сезон прибрежная часть озера освобождаются от воды и его берега покрываются массами сухих растений и харовых водорослей. Площадь озера колеблется от 35 до 66,5 км². Максимальная площадь составляла 73 км². Площадь водосборного бассейна 2957 м². По другим данным площадь — 64 км². Максимальная глубина озера 7,0 м, средняя — 3,77 м. Ежегодный расход воды из озера — 567,13 млн м³ воды, из них 307,21 млн м³ используются на орошение. В озеро впадают ручьи Куфи и Динарсую.
Для регулирования емкости озера Ишиклы в 1962 году были построены дамбы и водоотводящие сооружения. Озеро используется для промышленного рыболовства и для орошения сельскохозяйственных земель.
У северного берега озера располагается болото Ишиклыгёль, тянущееся в сторону деревни Ишиклы.